# The Cliks

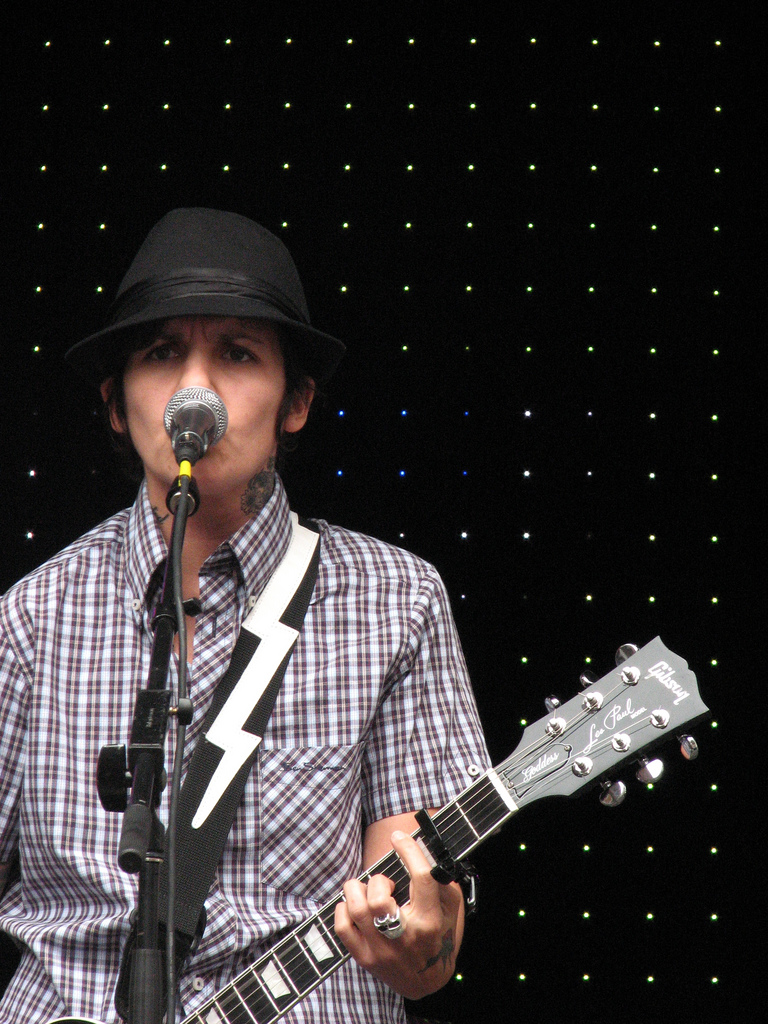
Lucas Silveira (2008)

The Cliks ist eine 2004 gegründete Rockgruppe aus Toronto, Kanada unter der Leitung von Sänger und Gitarrist Lucas Silveira mit einer abwechselnden Besetzung. Zu den aktuellen Mitgliedern zählen der Schlagzeuger und LGBT-Unterstützer Brian Viglione (auch bekannt durch The Dresden Dolls) und der Bassist Tobi Parks.

## Werdegang

### Silveira's frühere Projekte
Perhaps war das erste Soloalbum von Lilia, jetzt bekannt als Lucas Silveira. Lilia war der Name von Lucas, bevor er sich von einer Frau zu einem Mann umwandelte. Alle Songs wurden geschrieben und aufgenommen, als Lucas sich noch als Frau identifizierte. Das Album erschien am 1. Januar 1998. Genau vier Jahre später erschien sein zweites Soloalbum Radio Friendly.

### Bandgeschichte
2004 gründete er seine Band The Cliks und veröffentlichte im selben Jahr das gleichnamige Debütalbum. Lucas outete sich 2006 während der Aufnahmen zu ihrem zweiten Album, Snakehouse, als Transmann.  Aufgrund dieses Albums wurden The Cliks von Warner Music in Kanada und Tommy Boy/Silver Label in den USA unter Vertrag genommen. Damit war Lucas der erste geoutete Transgender-Mann in der Geschichte, der einen Plattenvertrag bei einem großen Label erhielt. Fünf Jahre nach seinem Outing begann Silveira's hormonelle Behandlung, die sich auch auf seine Stimme auswirkte, wie auf späteren Alben zu hören ist.
Im Sommer 2007 spielten die Cliks, wie auch z. B. Rufus Wainwright, Tegan and Sara und Gossip auf der „True Colors“-Tour mit, welche in den Vereinigten Staaten und Kanada stattfand. Größeren Erfolg erzielte die Band 2009 vor allem durch das Radio mit dem dritten Album Dirty King. Am 23. April 2013 erschien das vierte Album Black Tie Elevator.

### Mitgliederchronik
Die Ursprungsbesetzung, mit der das Debütalbum The Cliks im Jahr 2004 veröffentlicht wurde, bestand aus Ezri Kaysen am Bass, der Schlagzeugerin Heidi Chan und Silveira als Sänger und Gitarrist. Schon die nächste Platte, das Bowie- und White-Stripes-ähnliche Snakehouse (2007), sollte bereits mit anderen Musikern, nämlich Jordan B. Wright und Morgan Doctor fertiggestellt werden, die ein Jahr nach der Bandgründung für Chan und Kaysen einsprangen. Später ersetzte Jen Benton Wright am Bass, und Nina Martinez kam als zweite Gitarristin dazu, verließ die Band jedoch schon ein Jahr nach dem Erscheinen von Snakehouse. Nachdem Doctor und Benton ihre Arbeit mit den Cliks ebenfalls beendet hatten, stießen schließlich im November 2009 Viglione und Parks dazu.

## Stil
Die Cliks lassen sich hauptsächlich dem Rock zuordnen, aber oft spielen sie durchaus auch mit Elementen des Indie und Alternative. Der Anzug mit Krawatte sind zu Silveira's Erkennungsmerkmalen geworden, da er sie auf Konzerten und in Musikvideos häufig trägt.

## Diskografie
In den USA wird bei dem Label Tommy Boy Entertainment veröffentlicht; in ihrem Heimatland Kanada jedoch bei Warner Music.

### Alben
- 2004: The Cliks
- 2007: Snakehouse
- 2009: Dirty King
- 2013: Black Tie Elevator

### Singles
- 2007: Oh Yeah / Eyes in the Back of My Head / Complicated
- 2008: My Heroes (SUV)
- 2009: Dirty King

### Coverversionen
- 2007: Cry Me a River (Cover des Justin-Timberlake-Liedes)

## Trivia
Laut Silveira setzt sich der Bandname aus den beiden englischen Slangbegriffen „clit“ (Kurzform für Klitoris) und „cocks“ (Schwänze) zusammen.